# Kuloj (città)
Kuloj (in lingua russa Кулой) è una città situata in Russia, nell'Oblast' di Arcangelo.